# Pristimantis symptosus
Pristimantis symptosus — вид жаб родини Craugastoridae. Описаний у 2022 році.

## Назва
Видова назва походить від грецького σύμπτωση (symptosi), що означає «збіг обставин». Це стосується того факту, що автори виявили новий вид лише випадково під час незапланованого повернення до типового місцезнаходження, забувши там частину експедиційного спорядження.

## Поширення
Ендемік Перу. Поширений у горах Кордильєра-де-Карпіш. Населяє верхньогірний дощовий ліс у зоні переходу до хмарного лісу, що росте на крутих схилах, з деревами, які не перевищують 20 м у висоту